# 개스턴 스트로비노
개스턴 모리스 스트로비노(Gaston Maurice Strobino, 1891년 8월 23일 ~ 1969년 3월 30일)는 미국의 육상 선수이자 1912년 스톡홀름 올림픽 마라톤 동메달을 획득하였다.
스위스 뷔렌안데르아레에서 이탈리아인 부모에게 태어나 어린 시절 이탈리아에서 뉴저지주 패터슨으로 이민을 갔다. 그는 사우스패터슨에 살면서 연장공으로 일하였다. 20세의 나이로 스트로비노는 스톡홀름 올림픽에서 미국을 대표하여 나갔다. 올림픽 마라톤은 뉴욕에서 12마일 달리기를 합격한 그에게 처음이자 마지막으로 나간 경주였다.
온도가 화씨 86°에 도달하면서 경주는 두드러지게 거친 상태에서 달린 것으로 유명하였다. 그는 자신의 발에 피가 흘리고, 쓰라림을 겪으면서 남아프리카 연방의 케네스 매카서와 크리스천 기츠햄에 밀려 3위를 하였다. 그의 동메달은 미국의 마라톤 선수에 의하여 획득된 6번째였다. 77세의 나이로 일리노이주 다우너스그로브에서 사망하였다.